# Sogndal Fotball 2011
Questa voce raccoglie le informazioni riguardanti il Sogndal Fotball nelle competizioni ufficiali della stagione 2011.

## Stagione
Il Sogndal affrontò il campionato come formazione neopromossa. Giunse al 14º posto finale, 8 punti sopra la zona retrocessione. L'avventura in Norgesmesterskapet terminò al quarto turno della competizione, per mano del Brann. I calciatori più utilizzati in campionato furono Per Egil Flo, Isak Scheel e Ulrik Flo. Ole Jørgen Halvorsen e Ørjan Hopen furono i migliori marcatori con 6 reti.

## Maglie e sponsor
Lo sponsor tecnico per la stagione 2011 fu Umbro, mentre lo sponsor ufficiale fu Sparebanken Vest. La divisa casalinga era composta da una maglietta bianca, con pantaloncini e calzettoni neri. Quella da trasferta fu completamente bordeaux.
| Casa | Trasferta |

## Rosa
| N. |                           | Ruolo | Calciatore           |
| -- | ------------------------- | ----- | -------------------- |
| 1  | Norvegia (bandiera)       | P     | Kenneth Udjus        |
| 2  | Norvegia (bandiera)       | C     | Mats Solheim         |
| 3  | Norvegia (bandiera)       | D     | Vegar Gjermundstad   |
| 4  | Norvegia (bandiera)       | D     | Even Hovland         |
| 5  | Norvegia (bandiera)       | D     | Per Egil Flo         |
| 6  | Costa d'Avorio (bandiera) | C     | Ahyee Aye Elvis      |
| 7  | Norvegia (bandiera)       | A     | Henrik Furebotn      |
| 8  | Norvegia (bandiera)       | C     | Ulrik Flo            |
| 9  | Norvegia (bandiera)       | C     | Eirik Bakke          |
| 10 | Norvegia (bandiera)       | A     | Espen Olsen          |
| 11 | Norvegia (bandiera)       | C     | Ole Jørgen Halvorsen |
| 12 | Stati Uniti (bandiera)    | P     | Joseph Bendik        |
| 14 | Costa d'Avorio (bandiera) | A     | Barry Kader          |
| 15 | Norvegia (bandiera)       | A     | Joakim Rudolfsen     |
| 16 | Norvegia (bandiera)       | D     | Eivind Daniel Røed   |

| N. |                      | Ruolo | Calciatore          |
| -- | -------------------- | ----- | ------------------- |
| 17 | Norvegia (bandiera)  | D     | Gustav Valsvik      |
| 18 | Norvegia (bandiera)  | A     | Cato Hansen         |
| 19 | Norvegia (bandiera)  | C     | Ørjan Hopen         |
| 20 | Norvegia (bandiera)  | C     | Thomas Eriksen Ness |
| 22 | Norvegia (bandiera)  | D     | Isak Scheel         |
| 23 | Norvegia (bandiera)  | D     | Espen Næss Lund     |
| 24 | Norvegia (bandiera)  | A     | Tore André Flo      |
| 25 | Norvegia (bandiera)  | C     | Ruben Holsæter      |
| 26 | Estonia (bandiera)   | D     | Taijo Teniste       |
| 27 | Danimarca (bandiera) | C     | Tonny Brochmann     |
| 32 | Norvegia (bandiera)  | C     | Eirik Skaasheim     |
| 33 | Norvegia (bandiera)  | C     | Bjørnar Hove        |
| 34 | Norvegia (bandiera)  | D     | Olav Fretland       |
| 35 | Norvegia (bandiera)  | D     | Brage Sande         |
| 44 | Norvegia (bandiera)  | P     | Eirik Hove          |

## Calciomercato

### Sessione invernale(dal 01/01 al 31/03)
| Acquisti | Acquisti        | Acquisti   | Acquisti   |
| R.       | Nome            | da         | Modalità   |
| -------- | --------------- | ---------- | ---------- |
| P        | Kenneth Udjus   | Brann      | definitivo |
| C        | Eirik Bakke     | Brann      | definitivo |
| C        | Espen Næss Lund | Tønsberg   | definitivo |
| A        | Tore André Flo  | svincolato |            |
| A        | Cato Hansen     | Brann      | definitivo |

| Cessioni | Cessioni          | Cessioni | Cessioni   |
| R.       | Nome              | a        | Modalità   |
| -------- | ----------------- | -------- | ---------- |
| P        | Piotr Leciejewski | Brann    | definitivo |
| P        | Terje Skjeldestad |          | ritiro     |
| D        | Lars Grorud       | Brann    | definitivo |
| C        | Harald Stormoen   |          | ritiro     |
| A        | Håvard Flo        |          | ritiro     |
| A        | Tommy Øren        |          | ritiro     |

### Sessione estiva(dal 01/08 al 31/08)
| Acquisti | Acquisti        | Acquisti        | Acquisti   |
| R.       | Nome            | da              | Modalità   |
| -------- | --------------- | --------------- | ---------- |
| D        | Taijo Teniste   | Levadia Tallinn | definitivo |
| C        | Tonny Brochmann | Horsens         | definitivo |

| Cessioni | Cessioni             | Cessioni | Cessioni   |
| R.       | Nome                 | a        | Modalità   |
| -------- | -------------------- | -------- | ---------- |
| A        | Ole Jørgen Halvorsen | Strømmen | definitivo |

## Risultati

### Tippeligaen

#### Girone di andata
| Arbitro: | Øvrebø (Oslo) |

|                           |           |                      |
| Kamara 32’ Nordkvelle 48’ | Marcatori | 89’ (rig.) Halvorsen |

| Arbitro: | Edvartsen (Hamar) |

|           |           |                                                    |
| Bakke 43’ | Marcatori | 3’ Børven 60’ Samuelsen 71’ Johnsen 84’ Midtgarden |

| Arbitro: | Johansen |

|            |           |  |
| Matland 2’ | Marcatori |  |

| Sogndal 17 aprile 2011, ore 18:00 4ª giornata | Sogndal         | 0 – 0 referto | Tromsø | Fosshaugane Campus (2.806 spett.)\| Arbitro: \| Berntsen (Vang) \| |
| Arbitro:                                      | Berntsen (Vang) |               |        |                                                                    |

| Arbitro: | Døvle |

|              |           |  |
| Ulvestad 89’ | Marcatori |  |

| Sogndal 9 maggio 2011, ore 19:00 6ª giornata | Sogndal | 0 – 0 referto | Viking | Fosshaugane Campus (2.304 spett.)\| Arbitro: \| Johnsen \| |
| Arbitro:                                     | Johnsen |               |        |                                                            |

| Arbitro: | Helgerud (Lier) |

|  |           |             |
|  | Marcatori | 37’ Solheim |

| Arbitro: | Johansen |

|                           |           |  |
| Hovland 84’ Halvorsen 85’ | Marcatori |  |

| Arbitro: | Johnsen |

|                         |           |            |
| Dočkal 74’ Chibuike 82’ | Marcatori | 16’ U. Flo |

| Arbitro: | Hagen (Grue) |

|  |           |                  |
|  | Marcatori | 22’ (aut.) Olsen |

| Arbitro: | Berntsen (Vang) |

|                             |           |  |
| Guastavino 76’ Haugsdal 82’ | Marcatori |  |

| Arbitro: | Sælen (Bergen) |

|                               |           |              |
| Halvorsen 9’, 38’ Solheim 24’ | Marcatori | 4’ Søderlund |

| Arbitro: | Johansen |

|                      |           |  |
| Diouf 41’ Hoseth 79’ | Marcatori |  |

| Arbitro: | Hafsås |

|  |           |                 |
|  | Marcatori | 19’ Elyounoussi |

| Arbitro: | Staberg |

|             |           |           |
| Børufsen 5’ | Marcatori | 82’ Hopen |

#### Girone di ritorno
| Arbitro: | Kjensli |

|             |           |  |
| Solheim 61’ | Marcatori |  |

| Arbitro: | Sandmoen |

|                                                 |           |  |
| Bamberg 3’ Poźniak 21’ Đurđić 40’ Søderlund 75’ | Marcatori |  |

| Arbitro: | Sælen (Bergen) |

|                      |           |             |
| Halvorsen 85’ (rig.) | Marcatori | 64’ Bakenga |

| Arbitro: | Hagen (Grue) |

|           |           |           |
| Fellah 1’ | Marcatori | 48’ Hopen |

| Arbitro: | Sandmoen |

|                |           |  |
| Hopen 31’, 90’ | Marcatori |  |

| Arbitro: | Kjensli |

|  |           |                                     |
|  | Marcatori | 35’ Hopen 69’ Halvorsen 76’ Hovland |

| Sogndal 11 settembre 2011, ore 18:00 22ª giornata | Sogndal  | 0 – 0 referto | Aalesund | Fosshaugane Campus (4.831 spett.)\| Arbitro: \| Johansen \| |
| Arbitro:                                          | Johansen |               |          |                                                             |

| Arbitro: | Kjensli |

|                           |           |  |
| de Lanlay 16’ Nevland 89’ | Marcatori |  |

| Arbitro: | Staberg |

|           |           |  |
| Hopen 37’ | Marcatori |  |

| Arbitro: | Berntsen (Vang) |

|                            |           |                          |
| Jabbie 30’ Elyounoussi 61’ | Marcatori | 17’ Solheim 19’ Holsæter |

| Arbitro: | Øvrebø (Oslo) |

|               |           |         |
| Brochmann 90’ | Marcatori | 55’ Abu |

| Tromsø 23 ottobre 2011, ore 18:00 27ª giornata | Tromsø | 0 – 0 referto | Sogndal | Alfheim Stadion (3.772 spett.)\| Arbitro: \| Døvle \| |
| Arbitro:                                       | Døvle  |               |         |                                                       |

| Sogndal 30 ottobre 2011, ore 18:00 28ª giornata | Sogndal         | 0 – 0 referto | Stabæk | Fosshaugane Campus (2.604 spett.)\| Arbitro: \| Helgerud (Lier) \| |
| Arbitro:                                        | Helgerud (Lier) |               |        |                                                                    |

| Arbitro: | Sælen (Bergen) |

|                   |           |  |
| Fevang 24’ (rig.) | Marcatori |  |

| Arbitro: | Johansen |

|                 |           |            |
| T. Flo 39’, 56’ | Marcatori | 16’ Tripić |

### Coppa di Norvegia
| Arbitro: | Knapstad |

|                      |           |                                                                      |
| Vie 49’ Fjørstad 90’ | Marcatori | 5’ Halvorsen 21’ Olsen 26’ (aut.) Breilid 54’ U. Flo 83’, 88’ Hansen |

| Arbitro: | Toppe |

|  |           |                                 |
|  | Marcatori | 26’ P. Flo 84’ (rig.) Halvorsen |

| Arbitro: | Sælen (Bergen) |

|                           |           |  |
| Halvorsen 65’ Solheim 90’ | Marcatori |  |

| Arbitro: | Hafsås |

|                                      |                      |                                        |
| Guastavino 89’ Bentley 116’          | Marcatori            | 35’ Hovland 102’ (rig.) Halvorsen      |
| Mjelde Guastavino Bentley Grorud Ojo | Tiri di rigore 3 – 2 | Solheim Halvorsen P. Flo Kader Hovland |

## Statistiche

### Statistiche di squadra
| Competizione      | Punti | In casa | In casa | In casa | In casa | In casa | In casa | In trasferta | In trasferta | In trasferta | In trasferta | In trasferta | In trasferta | Totale | Totale | Totale | Totale | Totale | Totale | DR |
| Competizione      | Punti | G       | V       | N       | P       | Gf      | Gs      | G            | V            | N            | P            | Gf           | Gs           | G      | V      | N      | P      | Gf     | Gs     | DR |
| ----------------- | ----- | ------- | ------- | ------- | ------- | ------- | ------- | ------------ | ------------ | ------------ | ------------ | ------------ | ------------ | ------ | ------ | ------ | ------ | ------ | ------ | -- |
| Tippeligaen       | 34    | 15      | 6       | 6       | 3       | 14      | 10      | 15           | 2            | 4            | 9            | 10           | 21           | 30     | 8      | 10     | 12     | 24     | 31     | -7 |
| Coppa di Norvegia | -     | 1       | 1       | 0       | 0       | 2       | 0       | 3            | 2            | 1            | 0            | 10           | 4            | 4      | 3      | 1      | 0      | 12     | 4      | +8 |
| Totale            | -     | -       | -       | -       | -       | -       | -       | -            | -            | -            | -            | -            | -            | -      | -      | -      | -      | -      | -      | -  |

### Statistiche dei giocatori
| Giocatore       | Tippeligaen | Tippeligaen | Tippeligaen | Tippeligaen | Coppa di Norvegia | Coppa di Norvegia | Coppa di Norvegia | Coppa di Norvegia | Totale   | Totale | Totale      | Totale     |
| Giocatore       | Presenze    | Reti        | Ammonizioni | Espulsioni  | Presenze          | Reti              | Ammonizioni       | Espulsioni        | Presenze | Reti   | Ammonizioni | Espulsioni |
| --------------- | ----------- | ----------- | ----------- | ----------- | ----------------- | ----------------- | ----------------- | ----------------- | -------- | ------ | ----------- | ---------- |
| E. Bakke        | 19          | 1           | 4           | 0           | 0                 | 0                 | 0                 | 0                 | 19       | 1      | 4           | 0          |
| J. Bendik       | 5           | 0           | 0           | 0           | 0                 | 0                 | 0                 | 0                 | 5        | 0      | 0           | 0          |
| T. Brochmann    | 12          | 1           | 0           | 0           | 0                 | 0                 | 0                 | 0                 | 12       | 1      | 0           | 0          |
| A. Elvis        | 26          | 0           | 5           | 0           | 4                 | 0                 | 1                 | 0                 | 30       | 0      | 6           | 0          |
| P. Flo          | 29          | 0           | 0           | 0           | 3                 | 1                 | 0                 | 0                 | 32       | 1      | 0           | 0          |
| T. Flo          | 9           | 2           | 0           | 0           | 0                 | 0                 | 0                 | 0                 | 9        | 2      | 0           | 0          |
| U. Flo          | 29          | 1           | 0           | 0           | 3                 | 1                 | 0                 | 0                 | 32       | 2      | 0           | 0          |
| O. Fretland     | 0           | 0           | 0           | 0           | 0                 | 0                 | 0                 | 0                 | 0        | 0      | 0           | 0          |
| H. Furebotn     | 24          | 0           | 3           | 0           | 2                 | 0                 | 0                 | 0                 | 26       | 0      | 3           | 0          |
| V. Gjermundstad | 19          | 0           | 1           | 0           | 2                 | 0                 | 0                 | 0                 | 21       | 0      | 1           | 0          |
| O. Halvorsen    | 26          | 6           | 3           | 0           | 4                 | 4                 | 1                 | 0                 | 30       | 10     | 4           | 0          |
| C. Hansen       | 20          | 0           | 2           | 0           | 4                 | 2                 | 0                 | 0                 | 24       | 2      | 2           | 0          |
| R. Holsæter     | 5           | 1           | 1           | 0           | 0                 | 0                 | 0                 | 0                 | 5        | 1      | 1           | 0          |
| Ø. Hopen        | 20          | 6           | 5           | 0           | 2                 | 0                 | 0                 | 0                 | 22       | 6      | 5           | 0          |
| B. Hove         | 0           | 0           | 0           | 0           | 0                 | 0                 | 0                 | 0                 | 0        | 0      | 0           | 0          |
| E. Hove         | 0           | 0           | 0           | 0           | 0                 | 0                 | 0                 | 0                 | 0        | 0      | 0           | 0          |
| E. Hovland      | 22          | 2           | 3           | 1           | 4                 | 1                 | 0                 | 0                 | 26       | 3      | 3           | 1          |
| B. Kader        | 15          | 0           | 4           | 0           | 3                 | 0                 | 0                 | 0                 | 18       | 0      | 4           | 0          |
| E. Lund         | 5           | 0           | 0           | 0           | 1                 | 0                 | 0                 | 0                 | 6        | 0      | 0           | 0          |
| T. Ness         | 7           | 0           | 0           | 0           | 2                 | 0                 | 0                 | 0                 | 9        | 0      | 0           | 0          |
| E. Olsen        | 12          | 0           | 0           | 0           | 4                 | 1                 | 0                 | 0                 | 16       | 1      | 0           | 0          |
| E. Røed         | 3           | 0           | 0           | 0           | 0                 | 0                 | 0                 | 0                 | 3        | 0      | 0           | 0          |
| J. Rudolfsen    | 2           | 0           | 0           | 0           | 1                 | 0                 | 0                 | 0                 | 3        | 0      | 0           | 0          |
| B. Sande        | 0           | 0           | 0           | 0           | 0                 | 0                 | 0                 | 0                 | 0        | 0      | 0           | 0          |
| I. Scheel       | 29          | 0           | 2           | 0           | 4                 | 0                 | 0                 | 0                 | 33       | 0      | 2           | 0          |
| E. Skaasheim    | 1           | 0           | 0           | 0           | 0                 | 0                 | 0                 | 0                 | 1        | 0      | 0           | 0          |
| M. Solheim      | 25          | 4           | 3           | 0           | 4                 | 1                 | 0                 | 0                 | 29       | 5      | 3           | 0          |
| T. Teniste      | 7           | 0           | 0           | 0           | 0                 | 0                 | 0                 | 0                 | 7        | 0      | 0           | 0          |
| K. Udjus        | 25          | 0           | 0           | 0           | 4                 | 0                 | 0                 | 0                 | 29       | 0      | 0           | 0          |
| G. Valsvik      | 7           | 0           | 0           | 0           | 1                 | 0                 | 0                 | 0                 | 8        | 0      | 0           | 0          |